# اليخاندرو آبادي
اليخاندرو آبادي (بالإنجليزية: Alejandro Abadie)؛ مواليد 15 يناير 1984 في بوينس آيرس، هو لاعب كرة قدم أرجنتيني يلعب لنادي أتليتيكو دوغلاس هيج كحارس مرمى.

## روابط خارجية
- اليخاندرو آبادي عل موقع إسبنسكروم (الإنجليزية)
- اليخاندرو آبادي على موقع ItsRugby.co.uk (الإنجليزية)